# Eleições autárquicas portuguesas de 1982 no distrito de Aveiro
| Eleições autárquicas portuguesas de 1982 Distritos: Aveiro \| Beja \| Braga \| Bragança \| Castelo Branco \| Coimbra \| Évora \| Faro \| Guarda \| Leiria \| Lisboa \| Portalegre \| Porto \| Santarém \| Setúbal \| Viana do Castelo \| Vila Real \| Viseu \| Açores \| Madeira |

## Resultados por concelho
Os resultados nos concelhos do distrito de Aveiro foram os seguintes:

### Águeda
| Partido                 | Partido                   | Votos  | %               | +/-  | Vereadores | +/-     |
| ----------------------- | ------------------------- | ------ | --------------- | ---- | ---------- | ------- |
|                         | Partido Social Democrata  | 7 688  | 36,19 / 100,00  | 1,94 | 3 / 7      | Estável |
|                         | Partido Socialista        | 6 257  | 29,45 / 100,00  | 3,69 | 2 / 7      | Estável |
|                         | Centro Democrático Social | 5 173  | 24,35 / 100,00  | 4,94 | 2 / 7      | Estável |
|                         | Aliança Povo Unido        | 1 382  | 6,50 / 100,00   | 1,73 | 0 / 7      | Estável |
| Votos Inválidos         | Votos Inválidos           | 746    | 3,51 / 100,00   | 1,04 |            |         |
| Total                   | Total                     | 21 246 | 100,00 / 100,00 |      | 7 / 7      |         |
| Eleitorado/Participação | Eleitorado/Participação   | 31 626 | 67,18 / 100,00  | 2,19 |            |         |

### Albergaria-a-Velha
| Partido                 | Partido                   | Votos  | %               | +/-  | Vereadores | +/-     |
| ----------------------- | ------------------------- | ------ | --------------- | ---- | ---------- | ------- |
|                         | Partido Social Democrata  | 3 792  | 37,30 / 100,00  | 0,04 | 3 / 7      | Estável |
|                         | Centro Democrático Social | 3 060  | 30,10 / 100,00  | 3,94 | 2 / 7      | Estável |
|                         | Partido Socialista        | 2 568  | 25,26 / 100,00  | 3,01 | 2 / 7      | Estável |
|                         | Aliança Povo Unido        | 352    | 3,46 / 100,00   | 0,05 | 0 / 7      | Estável |
| Votos Inválidos         | Votos Inválidos           | 394    | 3,88 / 100,00   | 0,94 |            |         |
| Total                   | Total                     | 10 166 | 100,00 / 100,00 |      | 7 / 7      |         |
| Eleitorado/Participação | Eleitorado/Participação   | 15 513 | 65,53 / 100,00  | 2,04 |            |         |

### Anadia
| Partido                 | Partido                   | Votos  | %               | +/-  | Vereadores | +/-     |
| ----------------------- | ------------------------- | ------ | --------------- | ---- | ---------- | ------- |
|                         | Partido Social Democrata  | 7 807  | 52,52 / 100,00  | 5,45 | 5 / 7      | Estável |
|                         | Centro Democrático Social | 3 075  | 20,69 / 100,00  | 0,71 | 1 / 7      | Estável |
|                         | Partido Socialista        | 2 691  | 18,10 / 100,00  | 3,67 | 1 / 7      | Estável |
|                         | Aliança Povo Unido        | 593    | 3,99 / 100,00   | 0,87 | 0 / 7      | Estável |
| Votos Inválidos         | Votos Inválidos           | 698    | 4,70 / 100,00   | 1,93 |            |         |
| Total                   | Total                     | 14 864 | 100,00 / 100,00 |      | 7 / 7      |         |
| Eleitorado/Participação | Eleitorado/Participação   | 22 370 | 66,45 / 100,00  | 4,34 |            |         |

### Arouca
| Partido                 | Partido                   | Votos  | %               | +/-  | Vereadores | +/-     |
| ----------------------- | ------------------------- | ------ | --------------- | ---- | ---------- | ------- |
|                         | Partido Social Democrata  | 5 872  | 51,86 / 100,00  | 1,76 | 4 / 7      | Estável |
|                         | Centro Democrático Social | 2 683  | 23,70 / 100,00  | 6,26 | 2 / 7      | Estável |
|                         | Partido Socialista        | 1 736  | 15,33 / 100,00  | 4,65 | 1 / 7      | Estável |
|                         | Aliança Povo Unido        | 586    | 5,18 / 100,00   | 0,74 | 0 / 7      | Estável |
| Votos Inválidos         | Votos Inválidos           | 446    | 3,94 / 100,00   | 0,59 |            |         |
| Total                   | Total                     | 11 323 | 100,00 / 100,00 |      | 7 / 7      |         |
| Eleitorado/Participação | Eleitorado/Participação   | 16 468 | 68,76 / 100,00  | 3,80 |            |         |

### Aveiro
| Partido                 | Partido                   | Votos  | %               | +/-   | Vereadores | +/-     |
| ----------------------- | ------------------------- | ------ | --------------- | ----- | ---------- | ------- |
|                         | Centro Democrático Social | 15 716 | 52,26 / 100,00  | 12,91 | 4 / 7      | 1       |
|                         | Partido Socialista        | 6 884  | 22,89 / 100,00  | 11,38 | 2 / 7      | 1       |
|                         | Partido Social Democrata  | 4 615  | 15,35 / 100,00  | 3,20  | 1 / 7      | Estável |
|                         | Aliança Povo Unido        | 1 700  | 5,65 / 100,00   | 1,79  | 0 / 7      | Estável |
| Votos Inválidos         | Votos Inválidos           | 1 155  | 3,84 / 100,00   | 0,94  |            |         |
| Total                   | Total                     | 30 070 | 100,00 / 100,00 |       | 7 / 7      |         |
| Eleitorado/Participação | Eleitorado/Participação   | 43 487 | 69,15 / 100,00  | 3,50  |            |         |

### Castelo de Paiva
| Partido                 | Partido                  | Votos  | %               | +/-   | Vereadores | +/-     |
| ----------------------- | ------------------------ | ------ | --------------- | ----- | ---------- | ------- |
|                         | Partido Socialista       | 3 637  | 47,64 / 100,00  | 17,87 | 4 / 7      | 2       |
|                         | Partido Social Democrata | 3 317  | 43,44 / 100,00  | 0,57  | 3 / 7      | 1       |
|                         | Aliança Povo Unido       | 416    | 5,45 / 100,00   | 0,96  | 0 / 7      | Estável |
| Votos Inválidos         | Votos Inválidos          | 265    | 3,47 / 100,00   | 1,58  |            |         |
| Total                   | Total                    | 7 635  | 100,00 / 100,00 |       | 7 / 7      |         |
| Eleitorado/Participação | Eleitorado/Participação  | 10 958 | 69,68 / 100,00  | 4,24  |            |         |

### Espinho
| Partido                 | Partido                   | Votos  | %               | +/-  | Vereadores | +/-     |
| ----------------------- | ------------------------- | ------ | --------------- | ---- | ---------- | ------- |
|                         | PS-UEDS                   | 6 017  | 34,63 / 100,00  | Novo | 3 / 7      | Novo    |
|                         | Partido Social Democrata  | 5 839  | 33,61 / 100,00  | -    | 2 / 7      | -       |
|                         | Aliança Povo Unido        | 2 644  | 15,22 / 100,00  | 3,23 | 1 / 7      | Estável |
|                         | Centro Democrático Social | 2 184  | 12,57 / 100,00  | -    | 1 / 7      | -       |
|                         | União Democrática Popular | 85     | 0,49 / 100,00   | 0,21 | 0 / 7      | Estável |
| Votos Inválidos         | Votos Inválidos           | 604    | 3,47 / 100,00   | 1,68 |            |         |
| Total                   | Total                     | 17 373 | 100,00 / 100,00 |      | 7 / 7      |         |
| Eleitorado/Participação | Eleitorado/Participação   | 23 094 | 75,23 / 100,00  | 4,28 |            |         |

### Estarreja
| Partido                 | Partido                   | Votos  | %               | +/-  | Vereadores | +/-     |
| ----------------------- | ------------------------- | ------ | --------------- | ---- | ---------- | ------- |
|                         | Partido Social Democrata  | 5 568  | 42,20 / 100,00  | 9,58 | 3 / 7      | 1       |
|                         | Centro Democrático Social | 2 963  | 22,46 / 100,00  | 2,21 | 2 / 7      | 1       |
|                         | Partido Socialista        | 2 492  | 18,89 / 100,00  | 4,92 | 1 / 7      | Estável |
|                         | Aliança Povo Unido        | 1 568  | 11,88 / 100,00  | 1,16 | 1 / 7      | Estável |
| Votos Inválidos         | Votos Inválidos           | 604    | 4,58 / 100,00   | 1,30 |            |         |
| Total                   | Total                     | 13 195 | 100,00 / 100,00 |      | 7 / 7      |         |
| Eleitorado/Participação | Eleitorado/Participação   | 18 679 | 70,64 / 100,00  | 2,66 |            |         |

### Ílhavo
| Partido                 | Partido                   | Votos  | %               | +/-  | Vereadores | +/-     |
| ----------------------- | ------------------------- | ------ | --------------- | ---- | ---------- | ------- |
|                         | Partido Social Democrata  | 4 882  | 36,42 / 100,00  | 6,96 | 3 / 7      | Estável |
|                         | Partido Socialista        | 3 827  | 28,55 / 100,00  | 7,51 | 2 / 7      | 1       |
|                         | Centro Democrático Social | 2 331  | 17,39 / 100,00  | 4,55 | 1 / 7      | 1       |
|                         | Aliança Povo Unido        | 1 895  | 14,14 / 100,00  | 3,05 | 1 / 7      | Estável |
| Votos Inválidos         | Votos Inválidos           | 470    | 3,51 / 100,00   | 1,07 |            |         |
| Total                   | Total                     | 13 405 | 100,00 / 100,00 |      | 7 / 7      |         |
| Eleitorado/Participação | Eleitorado/Participação   | 21 287 | 62,97 / 100,00  | 0,06 |            |         |

### Mealhada
| Partido                 | Partido                   | Votos  | %               | +/-  | Vereadores | +/-     |
| ----------------------- | ------------------------- | ------ | --------------- | ---- | ---------- | ------- |
|                         | Partido Socialista        | 3 842  | 41,09 / 100,00  | 0,81 | 4 / 7      | 1       |
|                         | Partido Social Democrata  | 2 713  | 29,02 / 100,00  | -    | 2 / 7      | -       |
|                         | Aliança Povo Unido        | 1 737  | 18,58 / 100,00  | 6,69 | 1 / 7      | Estável |
|                         | Centro Democrático Social | 665    | 7,11 / 100,00   | -    | 0 / 7      | -       |
|                         | PCTP/MRPP                 | 44     | 0,47 / 100,00   | -    | 0 / 7      | -       |
| Votos Inválidos         | Votos Inválidos           | 349    | 3,73 / 100,00   | 1,42 |            |         |
| Total                   | Total                     | 9 350  | 100,00 / 100,00 |      | 7 / 7      |         |
| Eleitorado/Participação | Eleitorado/Participação   | 13 873 | 67,40 / 100,00  | 1,14 |            |         |

### Murtosa
| Partido                 | Partido                   | Votos | %               | +/-  | Vereadores | +/-     |
| ----------------------- | ------------------------- | ----- | --------------- | ---- | ---------- | ------- |
|                         | Partido Social Democrata  | 2 990 | 66,39 / 100,00  | 1,03 | 4 / 5      | Estável |
|                         | Centro Democrático Social | 646   | 14,34 / 100,00  | 2,25 | 1 / 5      | Estável |
|                         | Partido Socialista        | 445   | 9,88 / 100,00   | 1,44 | 0 / 5      | Estável |
|                         | Aliança Povo Unido        | 147   | 3,26 / 100,00   | 0,13 | 0 / 5      | Estável |
| Votos Inválidos         | Votos Inválidos           | 276   | 6,12 / 100,00   | 2,52 |            |         |
| Total                   | Total                     | 4 504 | 100,00 / 100,00 |      | 5 / 5      |         |
| Eleitorado/Participação | Eleitorado/Participação   | 7 091 | 63,52 / 100,00  | 6,79 |            |         |

### Oliveira de Azeméis
| Partido                 | Partido                   | Votos  | %               | +/-  | Vereadores | +/- |
| ----------------------- | ------------------------- | ------ | --------------- | ---- | ---------- | --- |
|                         | Partido Social Democrata  | 12 667 | 42,43 / 100,00  | 1,91 | 4 / 7      | 1   |
|                         | Partido Socialista        | 7 334  | 24,57 / 100,00  | 5,19 | 2 / 7      | 1   |
|                         | Centro Democrático Social | 6 276  | 21,02 / 100,00  | 3,01 | 1 / 7      | 1   |
|                         | Aliança Povo Unido        | 2 470  | 8,27 / 100,00   | 5,07 | 0 / 7      | 1   |
| Votos Inválidos         | Votos Inválidos           | 1 104  | 3,70 / 100,00   | 0,96 |            |     |
| Total                   | Total                     | 29 851 | 100,00 / 100,00 |      | 7 / 7      |     |
| Eleitorado/Participação | Eleitorado/Participação   | 42 423 | 70,37 / 100,00  | 0,33 |            |     |

### Oliveira do Bairro
| Partido                 | Partido                   | Votos  | %               | +/-  | Vereadores | +/-     |
| ----------------------- | ------------------------- | ------ | --------------- | ---- | ---------- | ------- |
|                         | Partido Social Democrata  | 4 722  | 50,97 / 100,00  | 5,93 | 4 / 7      | 1       |
|                         | Centro Democrático Social | 2 936  | 31,69 / 100,00  | 3,28 | 3 / 7      | 1       |
|                         | Partido Socialista        | 881    | 9,51 / 100,00   | 0,18 | 0 / 7      | Estável |
|                         | Aliança Povo Unido        | 338    | 3,65 / 100,00   | 1,17 | 0 / 7      | Estável |
| Votos Inválidos         | Votos Inválidos           | 388    | 4,19 / 100,00   | 1,30 |            |         |
| Total                   | Total                     | 9 265  | 100,00 / 100,00 |      | 7 / 7      |         |
| Eleitorado/Participação | Eleitorado/Participação   | 12 588 | 73,60 / 100,00  | 1,07 |            |         |

### Ovar
| Partido                 | Partido                   | Votos  | %               | +/-  | Vereadores | +/-     |
| ----------------------- | ------------------------- | ------ | --------------- | ---- | ---------- | ------- |
|                         | Partido Social Democrata  | 8 109  | 40,65 / 100,00  | 2,58 | 3 / 7      | Estável |
|                         | Partido Socialista        | 6 496  | 32,56 / 100,00  | 7,25 | 3 / 7      | 1       |
|                         | Aliança Povo Unido        | 2 655  | 13,31 / 100,00  | 0,19 | 1 / 7      | Estável |
|                         | Centro Democrático Social | 1 674  | 8,39 / 100,00   | 3,76 | 0 / 7      | 1       |
|                         | União Democrática Popular | 239    | 1,20 / 100,00   | 1,73 | 0 / 7      | Estável |
| Votos Inválidos         | Votos Inválidos           | 777    | 3,89 / 100,00   | 0,63 |            |         |
| Total                   | Total                     | 19 950 | 100,00 / 100,00 |      | 7 / 7      |         |
| Eleitorado/Participação | Eleitorado/Participação   | 31 074 | 64,20 / 100,00  | 4,06 |            |         |

### São João da Madeira
| Partido                 | Partido                   | Votos  | %               | +/-  | Vereadores | +/-     |
| ----------------------- | ------------------------- | ------ | --------------- | ---- | ---------- | ------- |
|                         | Aliança Democrática       | 5 363  | 62,24 / 100,00  | 2,38 | 5 / 7      | Estável |
|                         | Partido Socialista        | 2 140  | 24,83 / 100,00  | 0,78 | 2 / 7      | Estável |
|                         | Aliança Povo Unido        | 828    | 9,61 / 100,00   | 1,78 | 0 / 7      | Estável |
|                         | União Democrática Popular | 66     | 0,77 / 100,00   | 0,36 | 0 / 7      | Estável |
| Votos Inválidos         | Votos Inválidos           | 220    | 2,56 / 100,00   | 0,54 |            |         |
| Total                   | Total                     | 8 617  | 100,00 / 100,00 |      | 7 / 7      |         |
| Eleitorado/Participação | Eleitorado/Participação   | 12 218 | 70,53 / 100,00  | 3,06 |            |         |

### Sever do Vouga
| Partido                 | Partido                   | Votos | %               | +/-   | Vereadores | +/-     |
| ----------------------- | ------------------------- | ----- | --------------- | ----- | ---------- | ------- |
|                         | Partido Social Democrata  | 4 428 | 57,96 / 100,00  | 14,07 | 4 / 5      | 1       |
|                         | Centro Democrático Social | 1 816 | 23,77 / 100,00  | -     | 1 / 5      | -       |
|                         | Partido Socialista        | 927   | 12,13 / 100,00  | 1,11  | 0 / 5      | Estável |
|                         | Aliança Povo Unido        | 198   | 2,59 / 100,00   | 11,59 | 0 / 5      | Estável |
| Votos Inválidos         | Votos Inválidos           | 271   | 3,55 / 100,00   | 0,77  |            |         |
| Total                   | Total                     | 7 640 | 100,00 / 100,00 |       | 5 / 5      |         |
| Eleitorado/Participação | Eleitorado/Participação   | 9 922 | 77,00 / 100,00  | 1,62  |            |         |

### Vagos
| Partido                 | Partido                    | Votos  | %               | +/-   | Vereadores | +/-     |
| ----------------------- | -------------------------- | ------ | --------------- | ----- | ---------- | ------- |
|                         | Partido Popular Monárquico | 3 028  | 32,30 / 100,00  | -     | 3 / 7      | -       |
|                         | Partido Social Democrata   | 2 744  | 29,27 / 100,00  | 1,69  | 2 / 7      | Estável |
|                         | Centro Democrático Social  | 2 558  | 27,28 / 100,00  | 30,41 | 2 / 7      | 3       |
|                         | Partido Socialista         | 543    | 5,79 / 100,00   | 1,19  | 0 / 7      | Estável |
|                         | Aliança Povo Unido         | 132    | 1,41 / 100,00   | 0,25  | 0 / 7      | Estável |
| Votos Inválidos         | Votos Inválidos            | 371    | 3,95 / 100,00   | 1,24  |            |         |
| Total                   | Total                      | 9 376  | 100,00 / 100,00 |       | 7 / 7      |         |
| Eleitorado/Participação | Eleitorado/Participação    | 12 906 | 72,65 / 100,00  | 1,99  |            |         |

### Vale de Cambra
| Partido                 | Partido                   | Votos  | %               | +/-   | Vereadores | +/-     |
| ----------------------- | ------------------------- | ------ | --------------- | ----- | ---------- | ------- |
|                         | Centro Democrático Social | 6 285  | 48,53 / 100,00  | 19,93 | 4 / 7      | 2       |
|                         | Partido Social Democrata  | 3 730  | 28,80 / 100,00  | 33,61 | 2 / 7      | 3       |
|                         | Partido Socialista        | 2 072  | 16,00 / 100,00  | 12,76 | 1 / 7      | 1       |
|                         | Aliança Povo Unido        | 416    | 3,21 / 100,00   | 0,34  | 0 / 7      | Estável |
| Votos Inválidos         | Votos Inválidos           | 447    | 3,45 / 100,00   | 0,57  |            |         |
| Total                   | Total                     | 12 950 | 100,00 / 100,00 |       | 7 / 7      |         |
| Eleitorado/Participação | Eleitorado/Participação   | 16 951 | 76,40 / 100,00  | 6,90  |            |         |

### Vila da Feira
| Partido                 | Partido                   | Votos  | %               | +/-  | Vereadores | +/-     |
| ----------------------- | ------------------------- | ------ | --------------- | ---- | ---------- | ------- |
|                         | Aliança Democrática       | 24 456 | 46,04 / 100,00  | -    | 5 / 9      | -       |
|                         | Partido Socialista        | 21 923 | 41,27 / 100,00  | 6,20 | 4 / 9      | 1       |
|                         | Aliança Povo Unido        | 4 230  | 7,96 / 100,00   | 2,55 | 0 / 9      | 1       |
|                         | União Democrática Popular | 762    | 1,43 / 100,00   | 0,51 | 0 / 9      | Estável |
| Votos Inválidos         | Votos Inválidos           | 1 749  | 3,29 / 100,00   | 0,66 |            |         |
| Total                   | Total                     | 53 120 | 100,00 / 100,00 |      | 9 / 9      |         |
| Eleitorado/Participação | Eleitorado/Participação   | 71 643 | 74,15 / 100,00  | 1,48 |            |         |